# La Nueva Esperanza, San Juan Bautista Valle Nacional
La Nueva Esperanza är en ort i Mexiko.   Den ligger i kommunen San Juan Bautista Valle Nacional och delstaten Oaxaca, i den sydöstra delen av landet, 400 km sydost om huvudstaden Mexico City. La Nueva Esperanza ligger 172 meter över havet och antalet invånare är 225.
Terrängen runt La Nueva Esperanza är kuperad åt nordost, men åt sydväst är den bergig. La Nueva Esperanza ligger nere i en dal. Runt La Nueva Esperanza är det ganska glesbefolkat, med 25 invånare per kvadratkilometer. Närmaste större samhälle är San Juan Bautista Valle Nacional, 7,1 km nordost om La Nueva Esperanza. I omgivningarna runt La Nueva Esperanza växer i huvudsak städsegrön lövskog.